# Anna Boudaghyan
Anna Boudaghyan (en russe : Анна Будагян), née le 20 février 1883 à Chouchi (Arménie) et décédée le 16 juin 1964 à Paris 16e, est une metteuse en scène et actrice arménienne, ayant vécu en Arménie, Allemagne, Azerbaïdjan et en France. Elle est l’une des rares femmes metteuse en scène dans l’histoire du théâtre arménien. Elle eu un impact significatif sur le partage de la culture arménienne en France et le développement culturel de la communauté arménienne à Paris.

## Biographie

### Enfance et éducation
Anna Nazarian naît en février 1883 à Chouchi en Arménie sous l'empire russe. Elle fit ses études à l'école Mariamian (hy) de Chouchi puis parti étudier la médecine à Saint-Pétersbourg. Elle alla se perfectionner en Allemagne, à la faculté de médecine de Leipzig, mais trouva, dans le même temps, un intérêt plus important pour le théâtre lors de ses visites en Suisse.
En 1902, alors qu'elle est en Suisse romande, elle accouche de son fils.
Elle retourna en Russie et étudia l'art théâtrale de Theodore Komisarjevsky (en), Constantin Stanislavski, Vassili Katchalov, Maria Iermolova et Vsevolod Meyerhold en assistant à leurs pièces ou leur représentations. En Europe elle assista aux représentations de Sarah Bernhardt, Eleona Dughe, Tsakkkoni et d'autres.
Déjà à cette époque, elle correspond avec de nombreuses personnalités majeures du monde du théâtre comme Hovhannes Abelian (en), Azniv Hrachia (en), et visita des dizaines de pays en Europe comme en Asie.
Pendant ses études Anna parlait l'Arménien, le Russe, très certainement l'allemand et probablement déjà le Français, elle participa à des représentations théâtrales et attira l'attention d'artistes influant dans sa région,.

### Carrière au Caucase
À partir du début du XXe siècle elle participe régulièrement à des représentations arméniennes. En 1904, à Bakou, elle donne pendant un an des spectacles auprès d'amateurs de théâtre sous la direction de l'actrice Azniv Hrachia, artiste majeure de son époque, envers qui elle gardera son respect et sa gratitude jusqu'à la fin de sa vie. Elle joua des rôles exceptionnels, dont le rôle de Nora dans la pièce Une maison de poupée de Henrik Ibsen, qu'elle joua avec Hovhannes Abelian.
Elle continua les représentations à Bakou jusqu'en 1906, lorsque l'Union culturelle de Bakou fut fondé. Anna fut nommée Vice Présidente du département Théâtre de l'organisation. Elle continua pendant encore 10 ans à exercé des activités théâtrales à Bakou, d'où un amour certain pour le drame classique commence à se faire ressentir. Elle mis en scène diverses pièces de théâtre écrites, entre autres, par Gabriel Soundoukian, Hagop Baronian ou Hermann Sudermann. Lors de ses représentation la troupe de théâtre atteignit une importance telle que des acteurs et actrices de Tiflis participèrent également aux représentations de ses pièces, parmi eux des figures exceptionnelles tels que Siranush (en), Satenik Adamyan (ru) ou Vahram Papazian dont elle admirait grandement le travail.
Anna Boudaghyan participa à l'organisation de multiples célébrations, par exemple le 35e anniversaire des activités scéniques de Siranush, en 1909, où elle fit participer de nombreuses organisations culturelles de la ville de Bakou, sans distinction de nationalité ou de religion, chose intéressante à noter dans le contexte de l'époque, où la cohabitation des chrétients orthodoxes Arméniens avec les musulmans Tatars étaient régulièrement source de conflits. Anna jouera un rôle dans la création du Théâtre d'état Azerbaïdjanais.

### Carrière à Paris

#### Arrivé à Paris
Vers 1920, Anna Boudaghyan se rendit avec son mari, Tigran Boudaghyan, à Berlin car ce dernier devait subir une opération. En 1921, de passage à Paris, Tigran se voit proposer le poste d'Ingénieur Principal au Bureau de représentation commerciale soviétique. Ils restèrent donc en France, et s'installèrent dans la capitale. D'autres sources indique qu'elle fut déjà à Paris depuis 1916.
Là bas, elle noua des liens avec divers écrivains et artistes arméniens : Alexander Shirvanzade, Archag Tchobanian, Zabel Essayan, Avetik Issahakian et Avaness Khan, ce qui l'a entraîné d'autant plus dans la culture arménienne et lui à permis d'en apprendre d'avantage sur le théâtre arménien. Anna devenant ainsi une personne importante dans le réseau culturelle arménien de Paris.

#### La troupe «La scène de la mère»
Au printemps 1921, Anna Boudaghyan créa la troupe de théâtre « La scène de la mère », et en devint la directrice artistique et metteuse en scène. Elle écrit dans son autobiographie: « grâce à l'amour de l'art et la générosité de mon mari, j'ai pris l'initiative de former un groupe avec une activité mensuelle ». Tigran Bekzadyan (en) en était l'assistant et administrateur. Elle créa aussi un comité afin de l'aider sans ses choix, qui était composé de divers artistes et personnalités arméniennes. Ce comité fut en particulier mentionner par un journal qui salua un rassemblement des figures de la scène arménienne.
La première pièces de théâtre sera joué en mars 1921 et recevra de nombreuses critiques positives dans la presse spécialisée. La troupe de théâtre jouera ainsi plusieurs pièces majeures du théâtre arménien telles que « Dieux Anciens » de Levon Shant ou « Namus » de Alexandre Shirvanzade. Un peu plus tard elle échangea par courrier avec la mère de Francis Veber, Ekaterina Aghajanyan, les lettres qu'elle a reçu nous indique qu'ils se connaissaient bien.
Elle était aussi proche de Zakaria et Verjine Mamoulyan, les parents du réalisateur américain Ruben Mamoulian, et de Akim Tamirov a qui elle fit découvrir la pièce cité plus haut de Levon Shant ainsi que « Ara et Shamiram » d'Ekaterina Bahatur (hy).
En 1924, la troupe était déjà dissoute depuis longtemps mais fut encore mentionnée dans la presse locale à Paris.

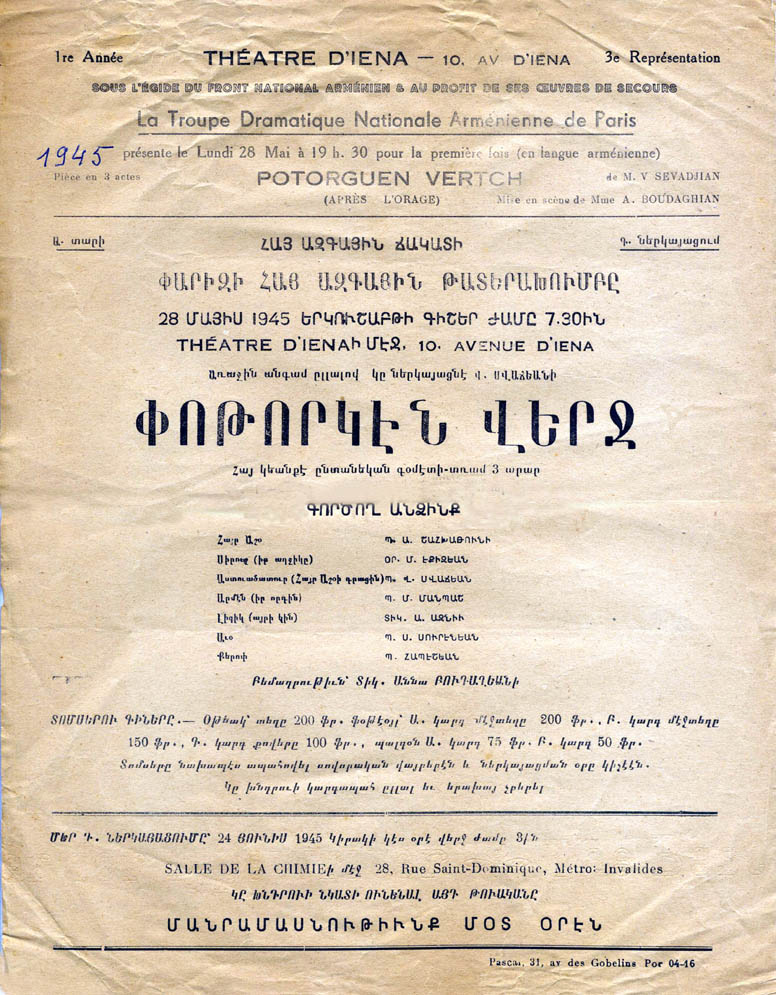
Affiche de la Représentation du 28 Mai 1945 de "Potorguen Vertch" ("Après l'Orage")

#### La Troupe Dramatique Nationale Arménienne de Paris
En 1927, Anna est déjà la régisseur de la Troupe Dramatique Nationale Arménienne de Paris et c'est en ce nom qu'elle échangea par courrier le 14 mars de cette année avec Louis Jouvet, directeur du théâtre des Champs Élysées afin de lui demander des places pour une prochaine représentation de la pièce "Au grand Large", celui-ci accepta le jour même et les fit transmettre par sa secrétaire.
La troupe réalise diverses représentations aux gré des années, notamment en langue arménienne.
Le 28 Mai 1945, la troupe se produit au théâtre d'Iena, 10 av. d'Iena à Paris, pour une représentation de Potorguen Vertch (en français : "Après l'Orage") de M. V. Sevadjian et mis en scène par Anna Boudaghian., Les artistes cités lors de cette représentation sont : P. S. Shakhatuni, M. Ekmalian, P. G. Avakian, P.M. Manian, A. Ananyan, P. M. Mouradian, P. Hovhannisian.

#### Son influence internationale
Anna est une artiste reconnu à son époque dans le monde du théâtre et dans la communauté arménienne. Elle échangeait régulièrement avec de nombreux autres artistes arméniens, comme par exemple l'écrivaine Zabel Essayan.
En 1927, Martiros Sarian réalisa une peinture de Anna Boudaghyan alors qu'il était de passage à Paris. Celle ci est désormais conservé au musée Sarian, qui se trouve dans l'ancienne maison de l'artiste à Erevan. En janvier 1928, Martiros Sarian présente les toiles qu'il avait réalisées à Paris durant les quelques dernières années, lors d'une exposition privée. Puis, avant de repartir en Arménie, il confie 5 de ces œuvres, à son amie Anna Boudaghyan, et lui demande de les vendre pour acheter du matériel de peinture de grande qualité et le lui envoyer en Arménie. Malheureusement, le 15 mars 1928, le navire qui transportait le reste des peintures vers l'arménie, le Phrygie, subit un incendie au le port de Constantinople. Cet incendie brûla 35 des tableaux de l'artiste. Seules les 5 œuvres confiées à Anna, et les quelques-unes qu'il avait déjà vendues ou offertes à des amis en France ont été préservées. Il a aussi pu sauver celles qu'il a transporté en train avec lui,,[réf. incomplète].
Anna Boudaghyan était une amie de la famille Aznavourian avec qui elle avait travaillé. Elle communiquait régulièrement avec les parents et la sœur de Charles Aznavour et donna plus tard des cours de théâtre à ce dernier. Ils restèrent en contact pendant longtemps et sa famille visita Anna jusqu'à la fin de sa vie.
Anna était l'amie la plus proche de la mère d'Arthur Adamov. Elle a aidé Arthur dans sa carrière, d'une part en discutant de théâtre et des arts avec lui, mais aussi en le mettant en contact avec d'autres personnes d'importance, et il était lui même également très ami avec le fils d'Anna, Armen Farad. De nombreuses lettres ont été retrouvé dans les archives d'Anna.

#### Fin de vie
Son mari, Tigran Boudaghyan, décède le 22 novembre 1943 à l'âge de 67 ans, en son domicile.
Vers la fin de sa vie, entre 1962 et 1964, elle enverra ses archives, dont son autobiographie, les posters de ses pièces de théâtre, ses lettres reçues et des photographies, au musée d'art et de littérature Yéghiché Tcharents à Erevan, en Arménie.
Anna mourra le 19 Juin 1964 à Paris 16e et sera enterrée au cimetière parisien de Bagneux aux côtés de son mari.